# Lépron-les-Vallées
Lépron-les-Vallées é uma comuna francesa na região administrativa de Grande Leste, no departamento das Ardenas. Estende-se por uma área de 6,42 km². Em 2010 a comuna tinha 78 habitantes (densidade: 12,1 hab./km²).